# William H. Rogers

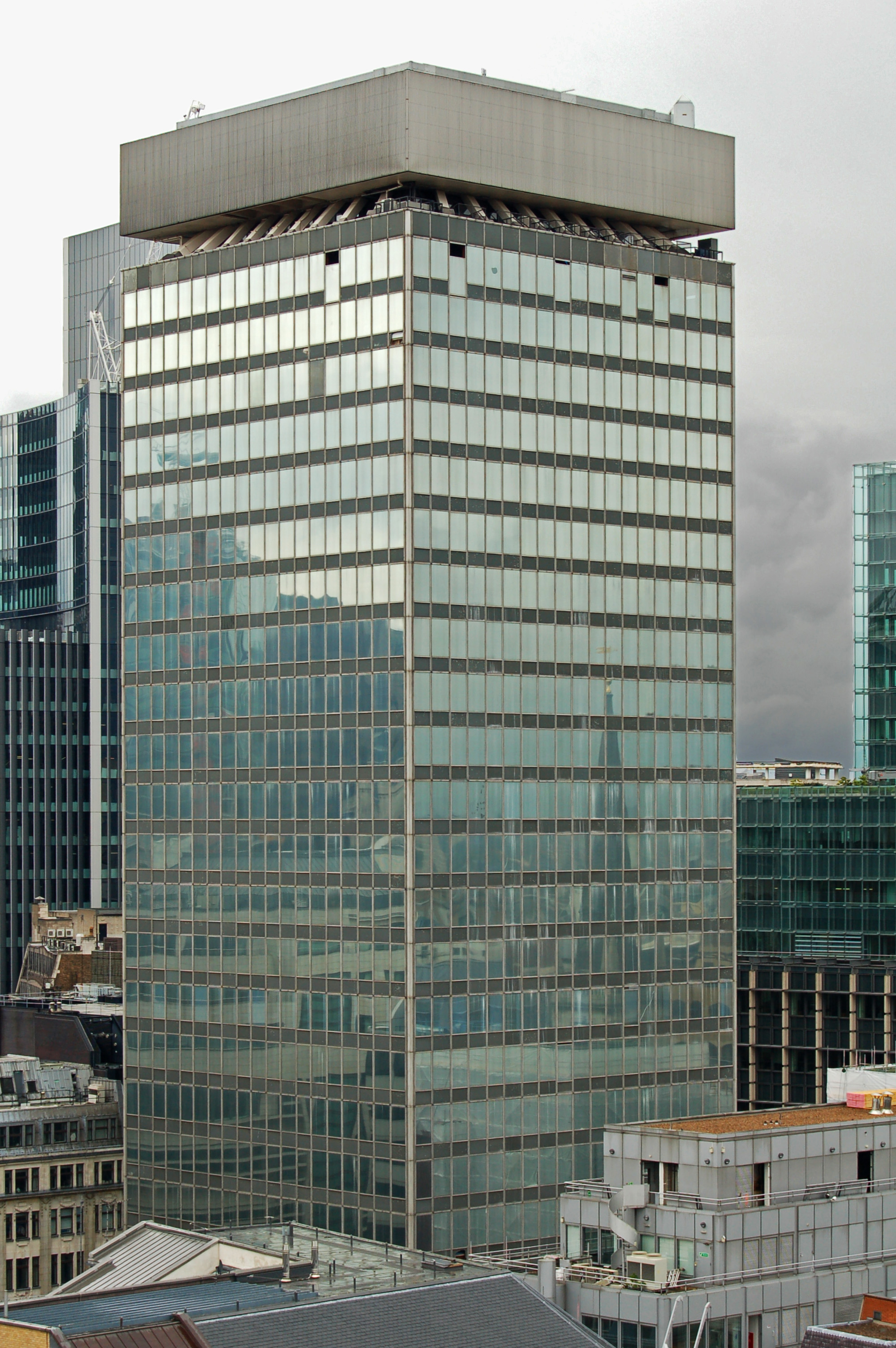
Edificio del 20 Fenchurch Street (1968–2008), diseñado por Rogers

William H. Rogers (18 de febrero de 1914 – 26 de julio de 2008) fue un arquitecto británico. 
Su trabajo más insigne fue el edificio del 20 de Fenchurch Street de Londres, que fue ocupado por Kleinwort Benson entre 1968 y 2006. Cuando se murió, el edificio fue demolido para dar paso a un nuevo rascacielos emblemático llamado the Walkie Talkie.
Su primer trabajo fue el diseño del 15-16 del Basinghall Street. Fue Arquitecto en jefe de la Real Property Company de Londres, para posteriormente formar parte de Land Securities.